# Милашенкове (станція)
Милашенкове — проміжна залізнична станція 5-го класу Полтавської дирекції Південної залізниці на електрифікованій лінії Ромодан — Полтава між станціями Миргород (8 км) та Гоголеве (6 км). Розташована в селі Купівщина Миргородського району Полтавської області.

## Історичні відомості
Станція відкрита 1901 року, в ході будівництва Києво-Полтавської залізниці.
У 2000 році станція електрифікована змінним струмом (~25 кВ) в складі дільниці Миргород — Гоголеве.

## Пасажирське сполучення
На станції Милашенкове зупиняються приміські електропоїзди напрямку Гребінка — Ромодан — Полтава — Огульці.